# Mestisko
Mestisko é um município da Eslováquia, situado no distrito de Svidník, na região de Prešov. Tem 11,06 km² de área e sua população em 2018 foi estimada em 461 habitantes.

## Demografia
| Ano:        | 1994 | 2004   | 2014   | 2024   |
| ----------- | ---- | ------ | ------ | ------ |
| Broj ljudi: | 465  | 465    | 472    | 429    |
| Razlika:    |      | -1,42% | +1,50% | -9,11% |

| Ano:               | 2023 | 2024   |
| ------------------ | ---- | ------ |
| Número de pessoas: | 437  | 429    |
| Diferença:         |      | -1,83% |